# Меланион
Меланион в древногръцката митология е съпруг на Аталанта.
Съгласно легендите, Аталанта искала да посвети живота си в служба на Артемида и отказвала на всички кандидат женихи. Тъй като била нанадмината бегачка, предлагала на всички желаещи ръката ѝ, да се състезават в бягане, но винаги тя излизала победителка. Меланион успял да я победи, но с хитрост. По време на бягането подхвърлял златни ябълки, дар от Афродита и Аталанта се спирала да ги вземе и изостанала. Меланион победил и се оженил за нея. Те, двамата са родители на Партенопей. Заради извършено прегрешение в близост до храм, Зевс ги превърнал в лъвове.